# Øravík
Øravík is een dorp dat behoort tot de gemeente Tvøroyrar kommuna in het noordoosten van het eiland Suðuroy op de Faeröer. Øravík heeft 35 inwoners. De postcode is FO 827.

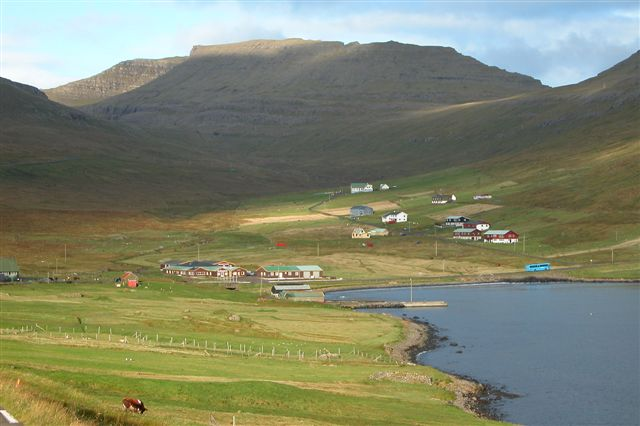
Zicht op Øravík